# Pícaro
Cet article possède un paronyme, voir Picarreau.
 (octobre 2022).

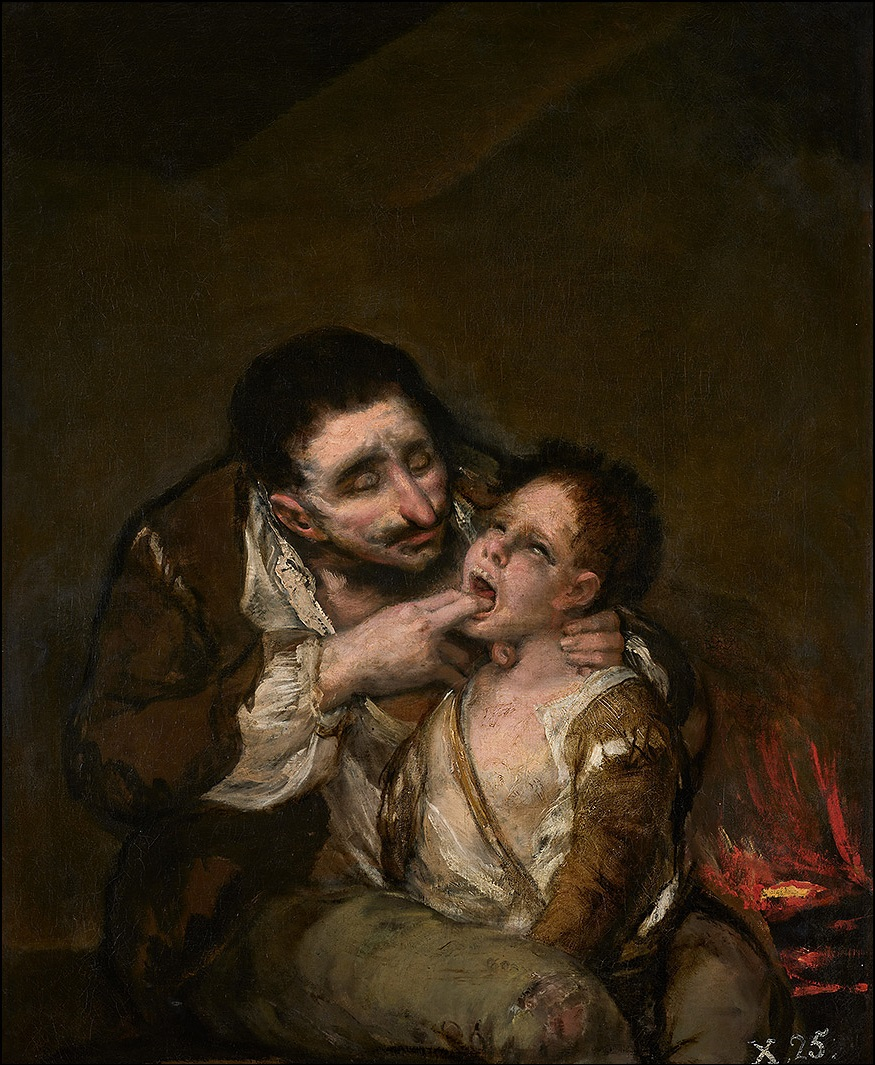
Lazarillo de Tormes par Goya.

Un pícaro (mot espagnol signifiant « misérable », « futé ») est un aventurier espagnol, héros d’un roman picaresque, un genre littéraire né en Espagne au XVIe siècle. On notera que si l'étymologie du terme est incertaine, le sens en est clair : « voyou, escroc, jeune délinquant ».

## Le type social
Miséreux, orphelins, « irréguliers » vivant en marge de la société et à ses dépens, gens des basses classes, ordinairement, ou déclassés, filous de toute espèce, voyous des rues, bandits de grand chemin, bohémiens, capitaines de compagnie, les pícaros sont des antihéros dont le personnage constitue un contrepoint à l’idéal chevaleresque. De rang social très bas ou descendant de parents sans honneur ou ouvertement marginaux ou délinquants, le pícaro vit en marge des codes d’honneur propres aux classes dominantes de la société de son époque.
Aspirant également à améliorer sa condition sociale, le pícaro, dont le plus grand bien est sa liberté, a recours à la ruse et à des procédés illégitimes comme la tromperie et l’escroquerie pour tenter de parvenir à ses buts. Néanmoins, cette aspiration est vouée à l’échec et le pícaro restera toujours pícaro. De surcroît, il est parfois tourmenté a posteriori par sa mauvaise conscience.

## Exemples célèbres

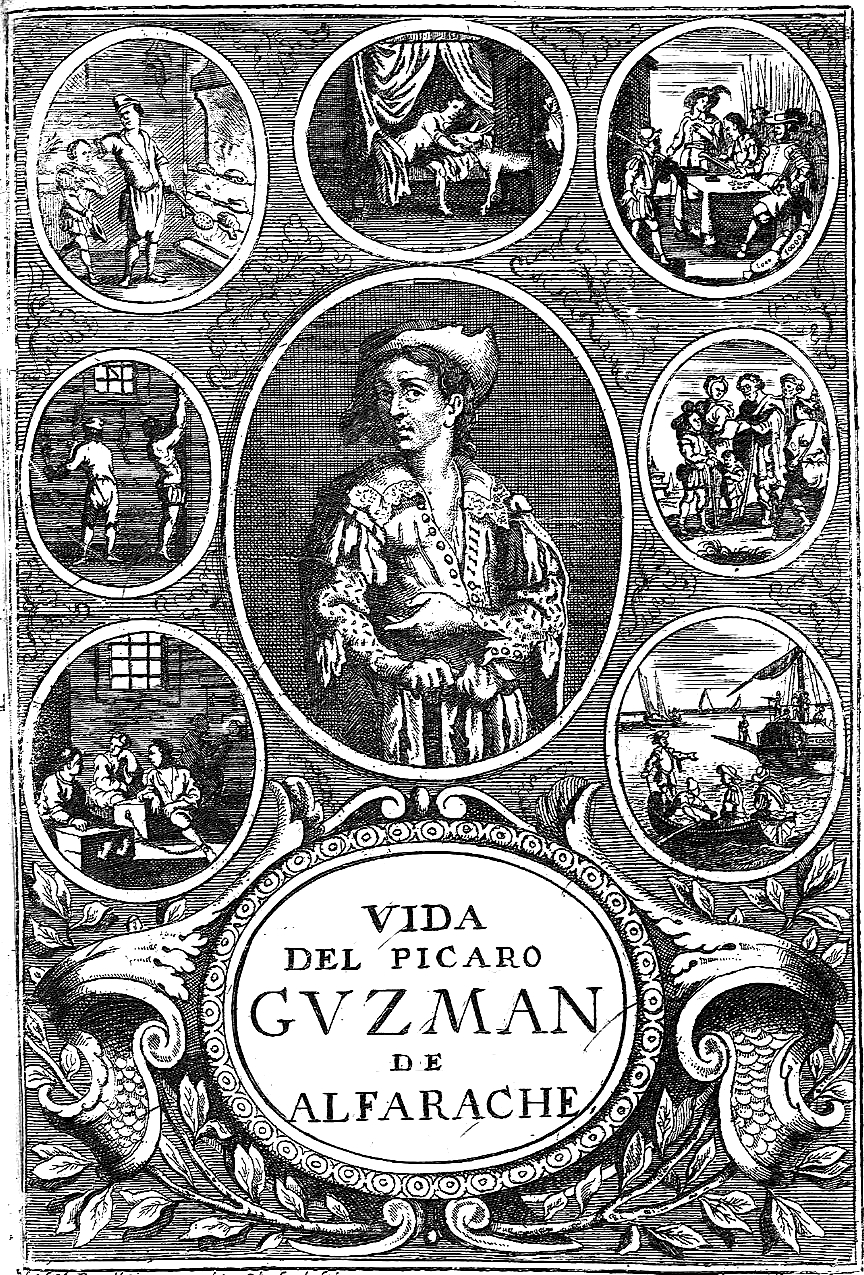
Frontispice de Vie du Picaro Guzmán Alfarache, Anvers, 1681.

Des pícaros célèbres sont Lazarillo de Tormes, Guzmán d’Alfarache ou l’aventurier Buscón, tous personnages de romans éponymes. Chez Daniel Defoe, les picaros sont des picaras (autrement dit des femmes) : Moll Flanders, Roxana. On signalera encore Gil Blas, souvent considéré comme seul exemple de picaro dans la littérature française, bien que ce jugement soit discutable (encore que les deux premiers tomes puissent être qualifiés de picaresques) puisque le personnage progresse tant sur le plan social que sur le plan moral et qu'il change de condition.

## Évolution du type
Si les premiers pícaros espagnols et ceux de Defoe se définissent et agissent contre la société, apparaissent par la suite des pícaros qui se trouvent finalement moins opposés à la société qu'ils ne sont abusés par elle (tel le Gil Blas de Lesage). Les ruses qu'ils mettent en œuvre visent moins à abuser de la société et en profiter qu'à lui résister. Chez ces pícaros, le divorce d'avec la société n'est pas toujours définitif, et il leur arrive de s'extraire définitivement de leur condition.